# 127 сати
127 сати (енгл. 127 Hours) је америчка драма из 2010. године са Џејмсом Франком у главној улози.
Ово остварење је снимљено по истинитој причи о алпинисти Арону Ралстону, који је 2003. године заглавио руку у једном од кањона Јуте и био приморан да је одсече бритвом.
Филм је наишао на сјајан пријем критике. Номинован је у шест категорија за Оскар, од којих су две Оскар за најбољи филм и Оскар за најбољег главног глумца.

## Радња
Филм 127 сати је истинита прича о невероватној авантури планинара Арона Ралстона (Џејмс Франко) који покушава да се спаси пошто му се на руку срушила велика стена и заробила га у изолованом кањону у Јути. У наредних пет дана Ралстон преиспитује свој живот и шансе да преживи и на крају проналази храброст да се спаси користећи сва неопходна средства, укључујући и пењање уз зид висок 20 метара и 13 километара пешачења све до коначног спаса. Током свог путовања, Ралстон се сећа својих пријатеља, љубавница и породице, као и последњих двоје људи које је упознао.

## Улоге
| Глумац        | Улога          |
| ------------- | -------------- |
| Џејмс Франко  | Арон Ралстон   |
| Кејт Мара     | Кристи Мур     |
| Амбер Тамблин | Меган Мекбрајд |
| Клеманс Поези | Рана           |
| Лизи Каплан   | Соња Ралстон   |
| Кејт Бертон   | Дона Ралстон   |
| Трит Вилијамс | Лери Ралстон   |